# Carl Johan Fogelberg
Carl Johan Fogelberg, född 23 januari 1824 i Barkåkra socken, Kristianstads län, var en svensk orgelbyggare i Lidköping. Han var bror till orgelbyggarna Sven Fogelberg och Kristian Fogelberg.
Fogelberg arbetade hos orgelbyggaren Anders Vilhelm Lindgren i Stockholm. Han blev examinerad och privilegierad 1856 och samarbetade till viss del med brodern Sven Fogelberg i slutet av 1850-talet. Han byggde egna orgelverk under 1850-talet och 1860-talet. Han bodde senare i Amerika under 20 år. När han kom hem till Sverige igen, byggde han mest harmonier.

## Biografi
Fogelberg föddes 23 januari 1824 på Ängeltofta i Barkåkra socken och var son till ladufogden Nils Pehrsson Fogelberg (1784–1840) och Kjersti Rasmusdotter (1787–1869). Familjen flyttade 1829 till Skummeslövs socken. 1837 flyttade familjen till Gånarp i Tåstarps socken.
Omkring 1842 var han lärling hos snickarmästaren Pehr Lund i Lund.
1852 började han arbeta hos orgelbyggaren Johan Ernst Bäckström i Karlshamn. Samma år flyttade han till Nordamerika.
1861 bosatte sig familjen i Lidköping. Samma år bosatte han sig i Kållands-Åsaka församling. Men han återvänder samma år till Lidköping. 1864 flyttade de till Alingsås. 1867 flyttade familjen till Lund. Här presenterade han ett nytt melodiverk som kunde anbringas på vilket klaviaturinstrument som helst. Här riktade han även anklagelse i november 1867 mot Malmö-kollegan Jöns Olsson Lundahl för att denne skulle ha ingått bolag med sin kompanjon danske orgelbyggaren Knud Olsen. Fogelberg förlorade målet då det inte kunde bevisas i dom februari 1868.1873 flyttade han till Örnen 4 i Helsingborg. I juni 1874 presenterade han en kammarorgel för Kungliga Musikaliska Akademien som hade tungor, eller "fjädrar", med pipor. Då tungorna kunde bli ostämda p. g. a. klimatförändringar, så fanns också en speciell stämnyckel som kunde stämma tungorna på en gång, även under spelning. Ett patent såldes till amerikanska firman Mason & Hamlin i Boston då Fogelberg var på visit där. År 1874 flyttade han till Amerika.

### Familj
Fogelberg var gifte med Matilda Eugeniua Jakobsdotter (född 1819). De fick tillsammans dottern Anna Magdalena (född 1849).

## Lista över orglar
| År   | Ursprunglig kyrka                | Stift     | Bild | Manualer | Pedal   | Stämmor | Bevarad orgel/fasad | Övrigt |
| ---- | -------------------------------- | --------- | ---- | -------- | ------- | ------- | ------------------- | --- |
| 1856 | Sunnersbergs kyrka               | Skara     |      | 1        | Bihängd | 6       | Ja/Ja               | Orgeln skänktes av greve Gustaf Piper (1771–1857). Hans vapen sitter på instrumentet. Orgeln utökades 1899 av Carl Axel Härngren, Lidköping och fick då 8 stämmor. |
| 1857 | Södra Fågelås kyrka              | Skara     |      |          |         | 8       | ?                   | Orgeln byggdes om 1942 av Nordfors & Co, Lidköping och fick då 12 stämmor. Ombyggd 2014 av Ålems Orgelverkstad AB                                                  |
| 1858 | Gustav Adolfs kyrka, Habo kommun | Skara     |      |          |         | 7       | Nej/Nej             | En ny orgel byggdes 1938 av Th Frobenius & Sönner, Lyngby, Danmark.                                                                                                |
| 1858 | Hjo kyrka                        | Skara     |      |          |         |         |                     | En ny orgel byggdes 1911 av E A Setterquist & Son, Örebro. |
| 1858 | Kristinehamns kyrka              | Karlstad  |      |          |         | 34      | Nej/Ja              | Byggdes tillsammans med brodern Sven Fogelberg. En ny orgel byggdes 1921 av E A Setterquist & Son, Örebro.                                                         |
| 1859 | Bergs kyrka                      | Skara     |      |          |         | 8       | Nej/Nej             | 1920 byggdes en ny orgel av Nordfors & Co, Lidköping. |
| 1859 | Hölö kyrka                       | Strängnäs |      |          |         | 10      | Nej/Nej             | Orgeln påbörjades av Anders Vilhelm Lindgren, Stockholm. En ny orgel byggdes 1938 av A Mårtenssons Orgelfabrik AB, Lund.                                           |
| 1859 | Norra Vings kyrka                | Skara     |      |          |         | 7       | Nej/Ja              | Orgeln byggdes om 1913 av Eskil Lundén, Göteborg. En ny orgel byggdes 1963 av Nordfors & Co, Lidköping.                                                            |
| 1862 | Källby kyrka                     | Skara     |      |          |         | 5       | ?                   | En ny orgel byggdes 1909. |
| 1865 | Christinae kyrka, Alingsås       | Skara     |      |          |         | 13      | Nej/Nej             | Orgeln flyttades 1890 till Långareds kyrka. En ny orgel byggdes 1932 av Nordfors & Co, Lidköping.                                                                  |
| 1866 | Husaby kyrka                     | Skara     |      |          |         | 7       | Nej/Nej             | En ny orgel byggdes 1902 av Carl Axel Härngren, Lidköping. |

1856 satte Fogelberg upp ett äldre orgelverk med 9 stämmor i Hudene kyrka.